# 머릴린 갠
메릴린 갠(Merrilyn Gann, 영어 발음: /ˈmɛrəlɪn/, 1963년 1월 3일 ~ )은 캐나다의 배우, 성우이다.
밴쿠버에서 태어났다.

## 출연 작품
- 엔드 오브 더 월드 (2013년)
- 프레쉬맨 파더 (2010년)
- 바비와 삼총사 (2009년)
- 2012 (2009년)
- 뱅, 뱅, 넌 죽었다 (2002, Bang Bang You're Dead)
- Ratz (2000)
- 쿨 라이프 (1999년)
- 블리스 (1997년)
- 사랑의 샘 (1997년)
- 내 이름은 케이트 (1994년)
- 미녀 추적 작전 (1989년)
- 가족 (1989년)
- 옥상 위의 작은 천국 (1988년)
- 애정의 한계 (1987년)
- 록산느 (1987년)
- 총격의 울음 (1977년)

### 텔레비전
- 21 점프 스트리트 (1987년)
- 사랑의 마을 에버우드 (2002년) - 로즈 애봇 역
- 라이프 언익스펙티드 (2010년) - 프린시펄 듀간 역